# 蘇聯遣送比薩拉比亞和北布科維納人
蘇聯遣送比薩拉比亞和北布科維納人，發生在1940年至1951年年底，是斯大林對反蘇聯勢力的一種鎮壓。當地人被逐出然後搬到蘇聯的特別安置區。此事發生在1940年6月蘇聯佔領比薩拉比亞後不久。

## 1940–1941年
1940年，由於德蘇互不侵犯條約，羅馬尼亞政府被逼接受蘇聯最後通諜，從比薩拉比亞和北布科維納撤出，這些地區被併入蘇聯，大部分被改組成摩尔达维亚苏维埃社会主义共和国，另一部分併入乌克兰苏维埃社会主义共和国。1941年6月12日至13日，在摩尔达维亚苏维埃社会主义共和国，以及來自乌克兰苏维埃社会主义共和国切爾諾夫策和伊斯梅尔的「反革命和民族主義者家族」的29839人被驅逐到哈薩克、科米、克拉斯諾亞爾斯克、鄂木斯克和新西伯利亞。

## 強逼勞動
在1940年和1941年被遣送的53,356個比薩拉比亞和北布科維納人，大多進了古拉格從事強逼勞動。在1940–1941年, 估計有200,000-300,000比薩拉比亞羅馬尼亞人被逼害，包括進入古拉格勞改，整個家庭被發配，大約有18000-57000人喪生。

## 1942年
1941年6月22日，納粹德國入侵蘇聯後，羅馬尼亞也加入(主要目的是取回比薩拉比亞和布科維納)，戰爭開始以後，蘇聯進一步大規模遣送行動，1942年4月，羅馬尼亞人被逐出克里米亞和北高加索，1942年6月，羅馬尼亞人和其他少數民族也被驅逐出克拉斯诺达尔边疆区和羅斯托夫州。

## 1949年
1949年4月6日，中央政治局發布第1290-467cc號決議，要求摩尔达维亚苏维埃社会主义共和国驅逐11,280個富農和第二次世界大戰與法西斯德國合作過的家庭。最終，包括355050人在內的11 239戶家庭在1949年7月6日被拘留和驅逐出境，其餘的家庭由於對蘇聯戰爭的努力或對其集體化的支持而被赦免。

## 1951年
1951年2月19日，阿巴庫莫夫向斯大林遞交了一份秘密通知，列出了烏克蘭，白俄羅斯，愛沙尼亞，拉脫維亞，立陶宛和摩尔达维亚的應被驅逐出境的“耶和華見證人”信徒人數。其中摩尔达维亚列出了1,675人（670戶）。3月3日，蘇聯部長理事會頒布了相應的法令，其次是國家安全部2月6日發布的命令。3月24日，摩尔达维亚苏维埃社会主义共和国部長會議通過了關於沒收和銷售被驅逐出境人的財產。 
北方行動於1951年4月1日上午4時開始，總共持續到4月2日。被驅逐者被歸類為“特別定居者”，安置在特別村落。
在1951年3月31日晚上至4月1日共有有723個家庭（2,617人）摩尔达维亚人被驅逐至蘇聯北方。所有新生代教派的成員，主要是耶和華見證人，都被認為共產黨政權的潛在危險。